# Lonchaea helvetica
Lonchaea helvetica is een vliegensoort uit de familie van de Lonchaeidae. De wetenschappelijke naam van de soort is voor het eerst geldig gepubliceerd in 2001 door MacGowan.